# Глізе 12b
Глізе 12b (Gliese 12b) — екзопланета, що обертається навколо зірки Глізе 12, яка знаходиться на відстані 40 світлових років від Землі в сузір'ї Риб. Планета була відкрита транзитним методом, телескопом TESS, про її відкриття було оголошено в травні 2024 року. За розміром Глізе 12b приблизно дорівнює Землі, маса точно невідома, але вона не перевищує 4M🜨. Відстань від материнської зорі становить 0.0668 а.о., орбітальний період — 12.8 діб. Планета отримує в 1.6 разів більше енергії від своєї зірки, ніж Земля від Сонця та приблизно 85 % від того, що отримує Венера. При відсутності атмосфери, температура поверхні повинна становити 42 °C. Зірка є перспективним кандидатом для вивчення телескопом ім. Джеймса Вебба, бо це одна з найближчих до Землі транзитних планет, що схожі на Землю, тому телескопом ім. Джеймса Вебба може вивчати її атмосферу.